# Terry Sanford
James Terry Sanford, född 20 augusti 1917 i Laurinburg, North Carolina, död 18 april 1998 i Durham, North Carolina, var en amerikansk demokratisk politiker. Han var guvernör i delstaten North Carolina 1961–1965. Han tjänstgjorde som rektor vid Duke University 1969–1985. Han representerade North Carolina i USA:s senat 1986–1993.

## Biografi
Sanford utexaminerades 1939 från University of North Carolina at Chapel Hill. Han tjänstgjorde 1941–1942 som FBI-agent. Han deltog sedan i andra världskriget som fallskärmsjägare i USA:s armé. Han avlade 1946 juristexamen. Han var ledamot av delstatens senat 1953–1955.
Sanford efterträdde 1961 Luther H. Hodges som guvernör i North Carolina. Han profilerade sig i utbildningsfrågor. Han var emot rassegregering och lät sin egen son gå i en offentlig skola där vita och svarta barn studerade tillsammans. Han stödde John F. Kennedy och före mordet på Kennedy övervägde presidenten att nominera Sanford som sin vicepresidentkandidat i presidentvalet i USA 1964. Sanford efterträddes 1965 som guvernör av Dan Moore.
Sanford var Hubert Humphreys kampanjchef i presidentvalet i USA 1968. Lyndon B. Johnson rekommenderade Sanford åt Humphrey som vicepresidentkandidat men Sanford var inte intresserad. Demokraterna nominerade Edmund Muskie i stället. Humphrey och Muskie förlorade valet mot republikanerna Richard Nixon och Spiro Agnew. Sanford tillträdde 1969 som rektor vid Duke. Han var en av de demokratiska kandidaterna inför nomineringarna i 1972 och 1976 års presidentval. Sanford presenterade 1981 tanken att ha Richard Nixons presidentbibliotek vid Duke. Universitetet var berett att ge Nixon ett bibliotek som skulle ha varit ungefär en tredjedel av den storleken som den före detta presidenten föredrog. Nixon, som hade studerat juridik vid Duke, bestämde sig för sin födelsestad Yorba Linda i stället.
Sanford pensionerades 1985 som rektor vid Duke University. Han fyllnadsvaldes 1986 till senaten. Han valdes dessutom för den åtföljande sexåriga mandatperioden. Han besegrades i senatsvalet 1992 av republikanen Lauch Faircloth.